# Giovanni Antonio Boltraffio

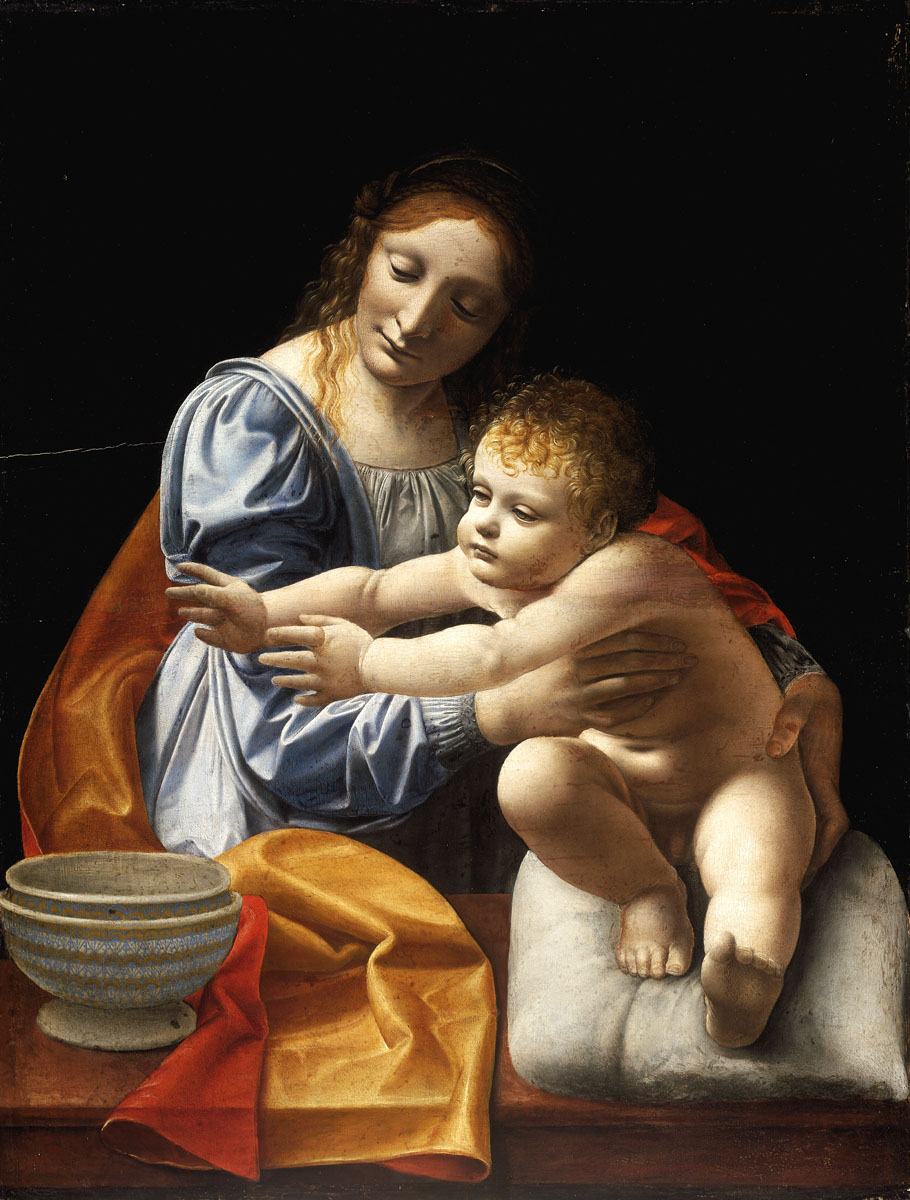
Madonna met kind (Szépművészeti Múzeum, Boedapest)

Giovanni Antonio Boltraffio (of Beltraffio) (Milaan, 1466 of 1467 - 1516) was een Italiaanse kunstschilder uit de hoogrenaissance, die werkte in het atelier van Leonardo da Vinci. Volgens Giorgio Vasari was hij afkomstig uit een aristocratische familie uit Milaan.
Zijn belangrijkste schilderij uit de jaren 1490 is de Verrijzenis (in samenwerking met Da Vinci-leerling Marco d'Oggiono). Sinds 1873 hangt dit schilderij in de Gemäldegalerie in Berlijn. Een leonardeske Madonna met kind hangt in het Museo Poldi Pezzoli in Milaan. Dit schilderij is een hoogtepunt van het Quattrocento.
In Bologna, waar hij verbleef van 1500 tot 1502, werkte hij voor zijn beschermheren van de Casio familie, van wie hij een aantal portretten schilderde. Voor hen schilderde hij zijn meesterwerk Pala Casio, dat sinds 1812 in het Louvre in Parijs hangt.

## Galerij

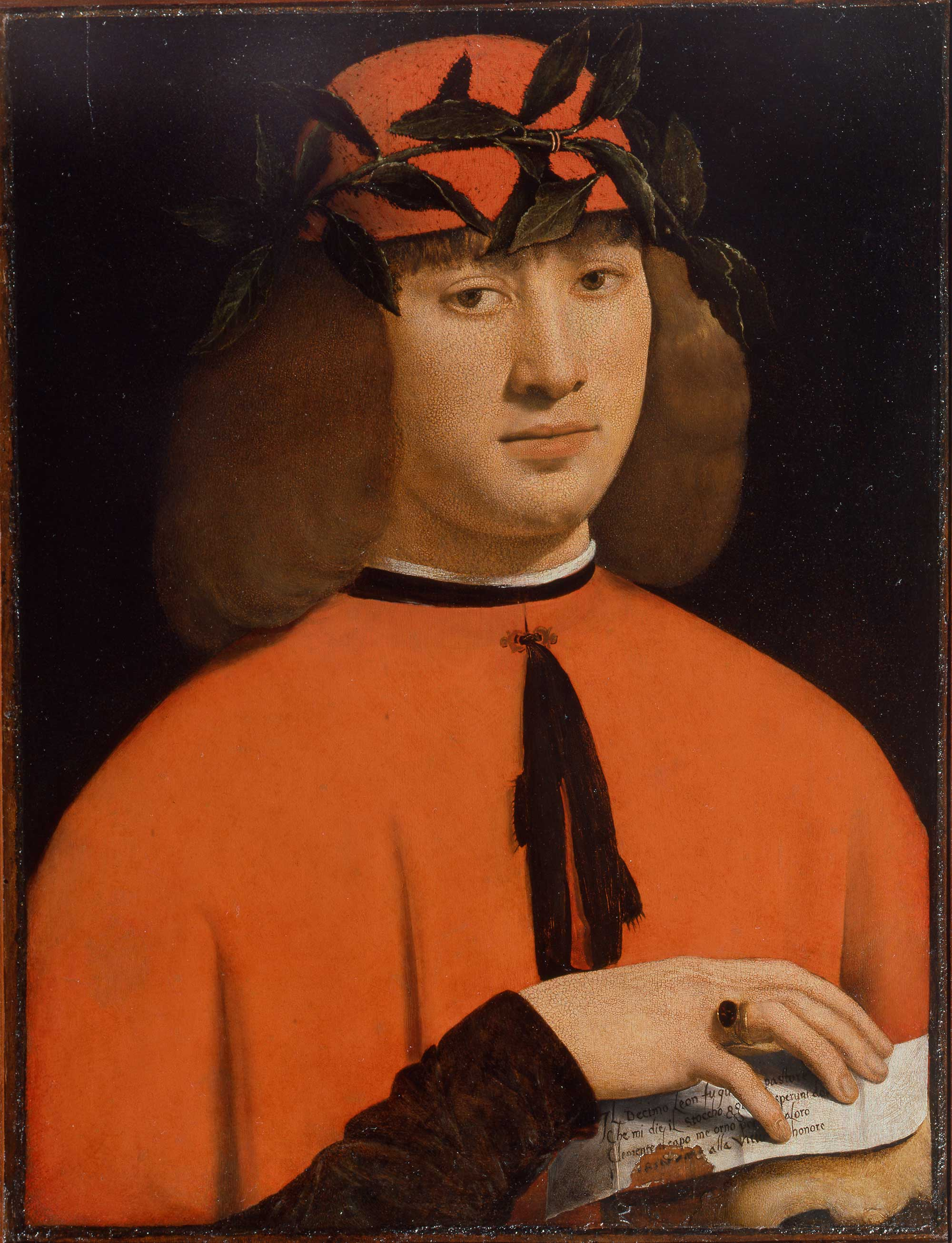
Portret van Gerolamo Casio, ca. 1495
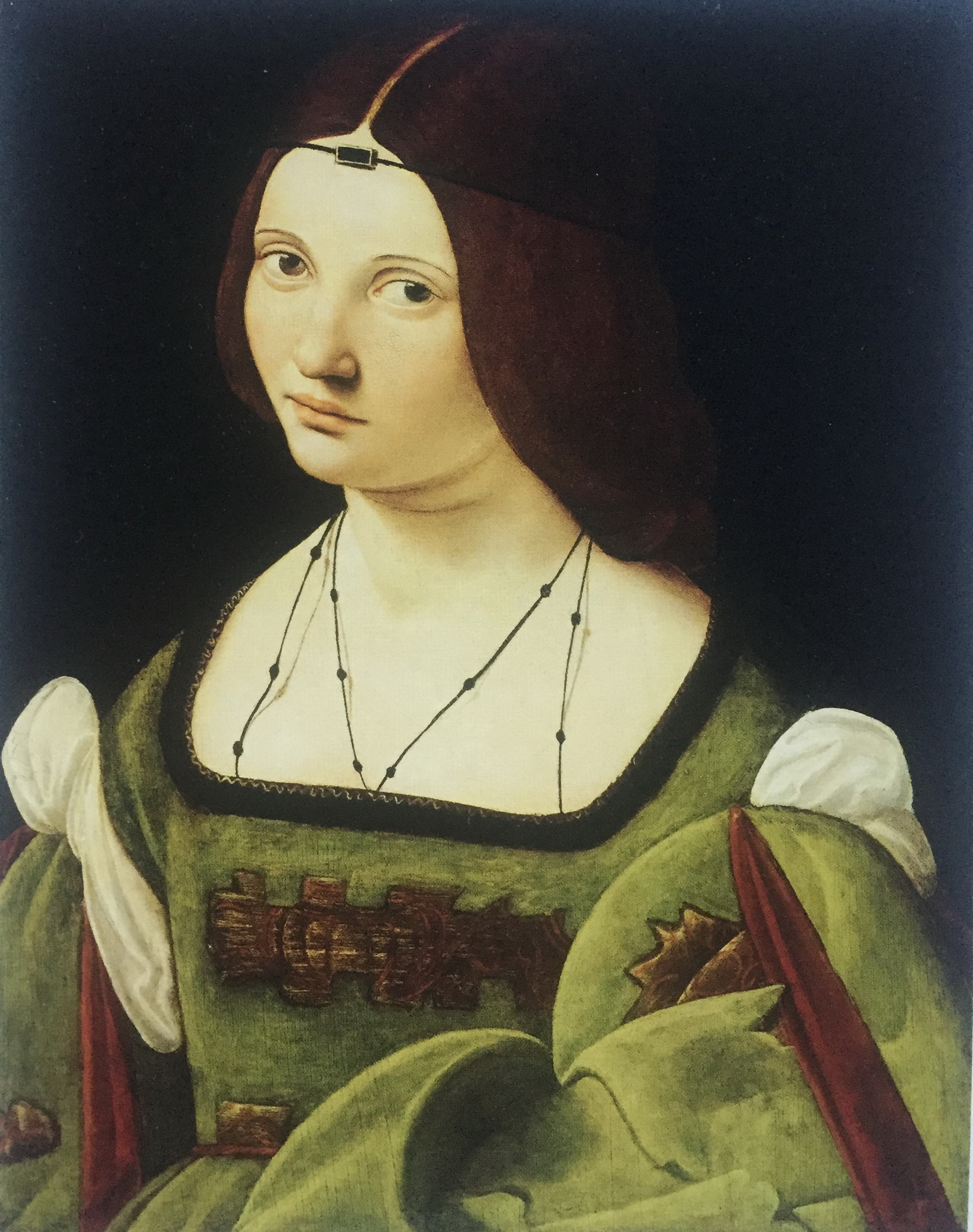
Portret van een vrouw
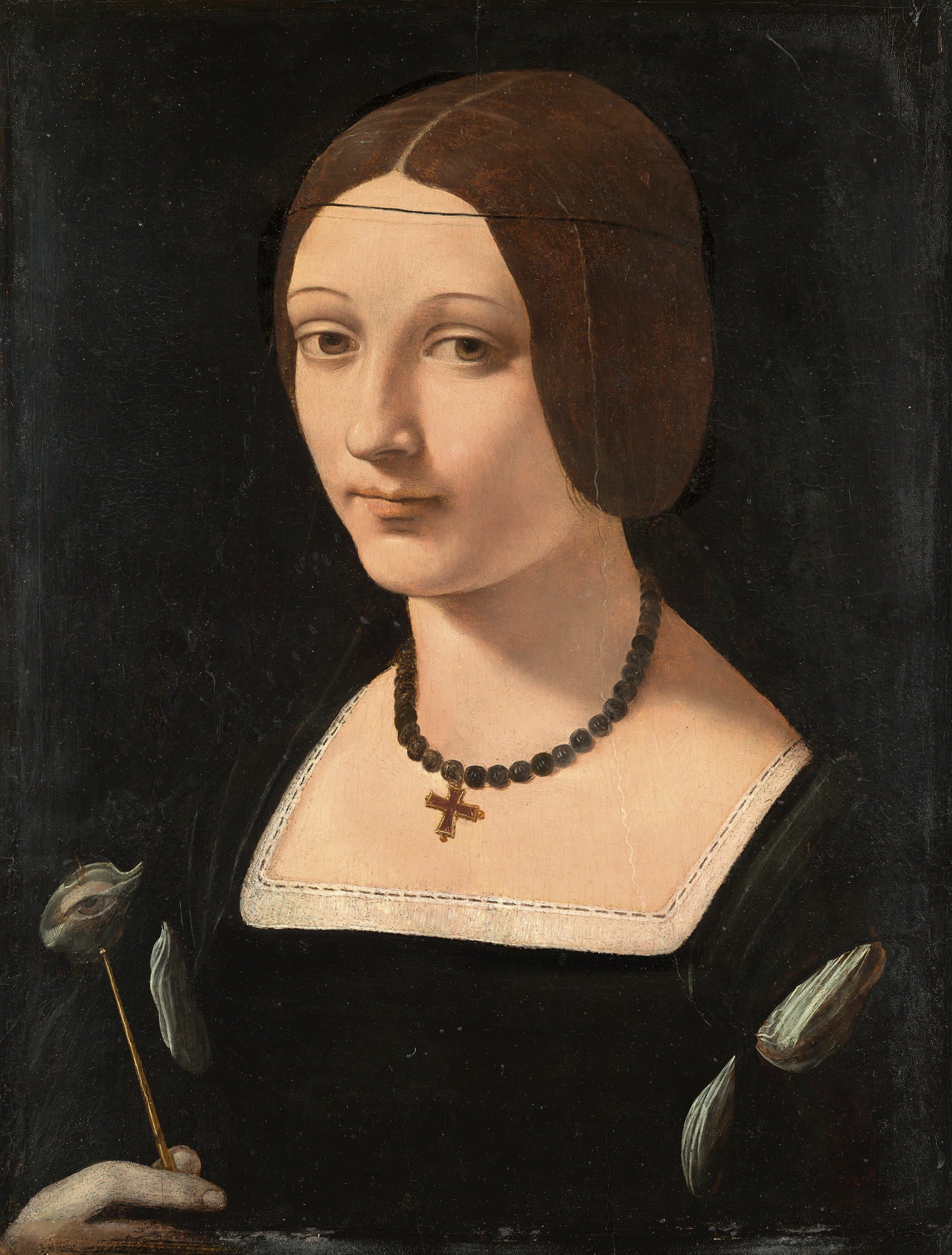
Santa Lucia